# 1974 Caupolican
1974 Caupolican eller 1968 OE är en asteroid i huvudbältet som upptäcktes den 18 juli 1968 av den båda chilenska astronomerna Carlos R. Torres och S. Cofré på Cerro El Roble. Den har fått sitt namn efter Caupolicán en hövding bland Mapuchefolket.
Asteroiden har en diameter på ungefär 11 kilometer.